# Onze-Lieve-Vrouw van China
Onze-Lieve-Vrouw van China is de naam van Maria die zou zijn verschenen in China. Zij wordt vooral door Chinese katholieken op het Chinese Vasteland, Macau, Hongkong en Republiek China (Taiwan) vereerd als heilige. Overzeese Chinezen in Noord-Amerika hebben in hun katholieke migrantenkerken meestal een altaar aan haar gewijd.
De verjaardag van Onze-Lieve-Vrouw van China wordt gevierd op de tweede zondag van de maand mei, wat een week voor Moederdag is.

## 1900
Tijdens de bokseropstand vielen 10.000 soldaten het kleine dorp Donglü (in de Chinese Hebei) aan in april 1900. Ze probeerden de duizend christenen in dat dorp te doden. Toen ze de aanval begonnen, verscheen volgens de overlevering de Heilige Maagd in de hemel. Ze had een witte jurk aan. Toen de soldaten haar zagen, schoten ze kogels op haar af. De Maagd bleef ongeschonden in de hemel. Vervolgens kwam er een engel tevoorschijn. Dit zou de aartsengel Michaël moeten zijn. De engel liet alle kogels op de soldaten terugvliegen en dreef de soldaten weg uit het dorp. De lokale pastoor vertelde de Donglünaren hoe ze tot Maria konden bidden. Later bouwden de dorpelingen een kerk gewijd aan Maria als dank voor de redding. Tijdens de Tweede Wereldoorlog werd de kerk door de Japanners verwoest.

## 1995
De katholieke staatskerk van China bouwde in 1992 een Mariaschrijn om het wonder van 1900 te herdenken. Ook werd drie jaar later een mis in het openbaar georganiseerd. Hierbij waren 30.000 gelovigen aanwezig. Opeens werd de hemel tijdens het gebed veranderd in allerlei kleuren. De Heilige Maagd met haar zoon Jezus verscheen aan de mensen. Maria zei bij deze verschijning niets. Door deze tweede verschijning kwamen er nog meer pelgrims naar dit bedevaartsoord. De overheid van Volksrepubliek China was hier niet blij mee en verbood bedevaarten naar deze plek. Toen de pelgrims alsnog bleven komen. Vernietigde het Chinese Volksbevrijdingsleger de Mariaschrijn.

## Vernoemingen

### Australië
- The Sisters of Our Lady of China - Peakhurst, New South Wales[4]

### Volksrepubliek China
- Our Lady of China Beijing - Engels en Franstalige parochie binnen de Canadese ambassade[5]
- Schrijn van Onze-Lieve-Vrouw van China - Donglü
- Kerk van Onze-Lieve-Vrouw van China van Hongkong - Hongkong[6]
- Kathedraal van Onze-Lieve-Vrouw van China (中華聖母主教座堂) - Nanning, zetel van het aartsbisdom Nanning/Archidioecesis Nannimensis

### Republiek China (Taiwan)
- Kerk van Onze-Lieve-Vrouw van China van Meishan (梅山中華聖母天主堂) - Meishan, Jiayi, Taiwan

### Filipijnen
- Kapel van Onze-Lieve-Vrouw van China - Binondo Church, Bindondo, Manilla
- Nationaal schrijn van Onze-Lieve-Vrouw van China - Chinatown, Binondo, Manilla
- Schrijn van Onze-Lieve-Vrouw van China - Quezon City, Metro Manila
- Kerk van Onze-Lieve-Vrouw van China - Baguio
- Kapel van Onze-Lieve-Vrouw van China - Santa Maria Parish Church, Iloilo City
- Kapel van Onze-Lieve-Vrouw van China - Sacred Heart Chinese Church, Cebu City
- Parochie van Onze-Lieve-Vrouw van China - Mindanao Chinatown, Davao City

### Verenigde Staten[7]
- Kapel van Onze-Lieve-Vrouw van China - Flushing, New York[8]
- Our Lady of China Pastoral Mission - Washington[9]